# Daryoush Zandi
Daryoush Zandi (* 29. April 1962 in Teheran,  Iran) ist ein iranischer Künstler und Kameramann und Filmeditor. Er lebt seit 1987 in Deutschland.

## Filmografie
- 1993: Angels are wired (Kurzfilm)
- 1994: Dogs are not allowed
- 1995: Seven Servants
- 1998: Magass
- 1999: T.V. Tenussian Vacuvasco
- 2003: Sie wird ... (Kurzfilm)
- 2003: Kiss, Long and Close (Kurzfilm)
- 2004: Venussian Tabutasco
- 2004: A2Z
- 2006: Asudem
- 2006: Breathful
- 2007: Epicalypse now (Kurzfilm)
- 2007: Smoqing (Kurzfilm)
- 2009: Hilter’s Grave
- 2012: Flushers
- 2012: Strange, Stranger

## Auszeichnungen
New York International Independent Film & Video Festival 2007 (L.A. festival)
- Genre Award für bester Kinofilm - Kategorie Horror  Asudem (2006)[1][2]
- International Film Award for Best Director - category feature for: Breathful (2007)[1][2]